# 936 Kunigunde
936 Kunigunde eller 1920 HN är en asteroid i huvudbältet, som upptäcktes den 8 september 1920 av den tyske astronomen Karl Wilhelm Reinmuth i Heidelberg. den är uppkallad efter Kunigunda av Luxemburg.
Asteroiden har en diameter på ungefär 43 kilometer och den tillhör asteroidgruppen Themis.